# Демме, Нина Петровна
Нина Петровна Демме (24 января 1902, Кострома, Костромская губерния, Российская империя — 16 марта 1977, Ленинград) — советский полярник (первая в мире женщина — начальник полярной станции), учёный-биолог, кандидат биологических наук.

## Биография
Родилась 24 января 1902 года. Отцом девочки был торговец швейными машинами и велосипедами, немец по происхождению, Людвиг Фёдорович Демме; согласно семейной легенде, в действительности отец Нины происходил из баронского рода фон Медем и по неизвестной причине своё происхождение скрывал, переставив буквы в фамилии. Мать — крестьянка Мария Ивановна Рябцева. Несмотря на то, что Демме и Рябцева имели троих детей, их союз не являлся официальным браком, а потому Нина в детстве по документам числилась «дочерью крестьянской девицы», а отчество получила от крёстного.
Окончила женскую гимназию.
Участник Октябрьской революции, в 1919 году стала членом губкома комсомола, в котором работала в течение двух созывов. Пройдя краткосрочные курсы, была направлена в Уфимскую губернию для работы на южноуральских заводах.
Затем была командирована на курсы в Москву, вела политпросветработу, посещала академические занятия. Позднее проводила работу по пролетаризации вузов Ленинграда, была секретарём вузовской ячейки. Одновременно прошла курс наук в Ленинградском университете на географическом факультете.
В 1929 году СНК СССР постановил организовать научную экспедицию на ледоколе «Седов» на Крайний Север, участницей которой стала Нина Демме. Руководителем экспедиции был О. Ю. Шмидт. Целый год провела на острове Гукера, где занималась изучением ландшафта, метеорологии, геоморфологии, гидрологии.
Была начальником (первая женщина-руководитель) зимовки на Северной Земле (остров Домашний) в 1932—1934 годах.
В 1946 году защитила диссертацию на соискание учёной степени кандидата биологических наук по теме: «Гнездовые колонии гаги обыкновенной на Новой Земле и организация гагачьего хозяйства», с 1949 года — доцент. Преподавала зоологию в Ленинграде, затем в Сибири занималась разведением чернобурых лисиц. В 1959 году вышла на пенсию по болезни.
Умерла 16 марта 1977 года в Ленинграде. Согласно своей последней воле захоронена на малой родине, в Костроме, на городском кладбище.
Муж — Иван Маркелович Иванов, участник знаменитого похода ледокола «Красин» в 1928 году, начальник зимовки в бухте Тихая Земли Франца-Иосифа.